# Lynchburg (Virginie)
Pour les articles homonymes, voir Lynchburg.
Lynchburg est une ville indépendante du Commonwealth de Virginie qui comptait 75 568 habitants lors du recensement de 2010. Elle est située au pied des montagnes Blue Ridge sur les rives de la James River.

## Jumelage
- Rueil-Malmaison (France)

## Dans la culture populaire
- Dans le film Los Angeles 2013 (1996), Lynchburg, ville natale du président des États-Unis, devient la nouvelle capitale du pays.

## Personnalités
- Desmond Doss, objecteur de conscience distingué par la Medal of Honor
- Ota Benga, esclave Pygmée exposé dans plusieurs zoos humains
- Skeet Ulrich, (1970-), acteur
- Le groupe Loups de Vinland en est originaire